# Otinotoides brevivitta
Otinotoides brevivitta är en insektsart som beskrevs av Walker 1870. Otinotoides brevivitta ingår i släktet Otinotoides och familjen hornstritar. Inga underarter finns listade i Catalogue of Life.